# Nicrophorus hybridus
Nicrophorus hybridus – gatunek chrząszcza z rodziny omarlicowatych.
Chrząszcz o ciele długości od 13,8 do 20,5 mm. Pierwszy człon buławki czułków ma czarny, kolejne natomiast pomarańczowe. Głowa wyposażona jest w małe oczy, u samicy nieco dłuższe od skroni. Przedplecze odznacza się szerokimi brzegami bocznymi i nasadowym. Na każdej pokrywie występują dwie poprzeczne przepaski barwy pomarańczowej, oraz pólko krótkich szczecin na barku. Epipleury pokryw pomarańczowe. Przód przednich bioder porastają drobne, rzadkie szczecinki. Metepimeron jest łysy, zaś zapiersie porastają gęste, żółte włoski, z wyjątkiem półksiężycowatych obszarów za środkowymi biodrami. Spiczasty, skierowany grzbietowo wyrostek charakteryzuje tylne krętarze samców.
Owad padlinożerny. Spotykany na preriach, stepach zdominowanych przez bylice i łąkach górskich.
Gatunek nearktyczny. Rozprzestrzeniony od południowo-zachodniej Kanady przez północno-środkową część Stanów Zjednoczonych po północną Arizonę i Nowy Meksyk.